# Grundlæggervirkning
Grundlæggervirkningen er et fænomen indenfor evolutionen, der sker, når nogle få individer fra en art flytter til et nyt miljø, hvor de er isoleret fra stampopulationen og kan formere sig.
Det lille antal grundlæggere resulterer i, at der sker et stort tab af genetisk variation i forhold til stampopulationen. Som følge deraf kan den nye population, der opstår, være genetisk og fænotypisk forskellig fra stampopulationen.
I ekstreme tilfælde kan grundlæggervirkningen føre til udvikling af nye arter.